# 永隆沙
永隆沙又稱永丰沙、合丰沙，曾是位於中國华东地区崇明岛以北长江航道上的一个岛屿，  後來該島嶼與崇明岛合併。在與合併之前，該島长度约为16（9.9英里）东，面积约为14 km2（5.4 sq mi）。 目前永隆沙西部由南通市海门區管轄，東部由啟東市管轄。

## 历史
康熙四十二年（1703年），永隆沙就首度浮現，但此後經常被江水淹沒。1937年（一說1946年），永隆沙再度浮現，而且逐步擴大，而且距離崇明島越來越近。  20世纪60年代末，來自江苏海门和启东的人來到永隆沙填海造陸以及筑堤围垦。  截至1968年，永隆沙上的種植面积已达 1,800公顷（18 km2或6.9 sq mi），人們在永隆沙上种植玉米和蚕豆。次年，海门又派出3000人來到永隆沙填海造陸，永隆沙面積又增加2平方（0.77平方英里）。同時還有人在岛上永久定居。當年島上的農場建成。1972年，永隆沙上由启东控制的區域开始与崇明岛合并。三年后，永隆沙上由海门控制的区域也与崇明岛合并。現今崇明島上的原永隆沙區域仍由江苏省的海永镇和启隆镇管辖。  永隆沙區域與上海市崇明區管轄下的崇明島其他區域由運河隔開。